# Rory Stewart

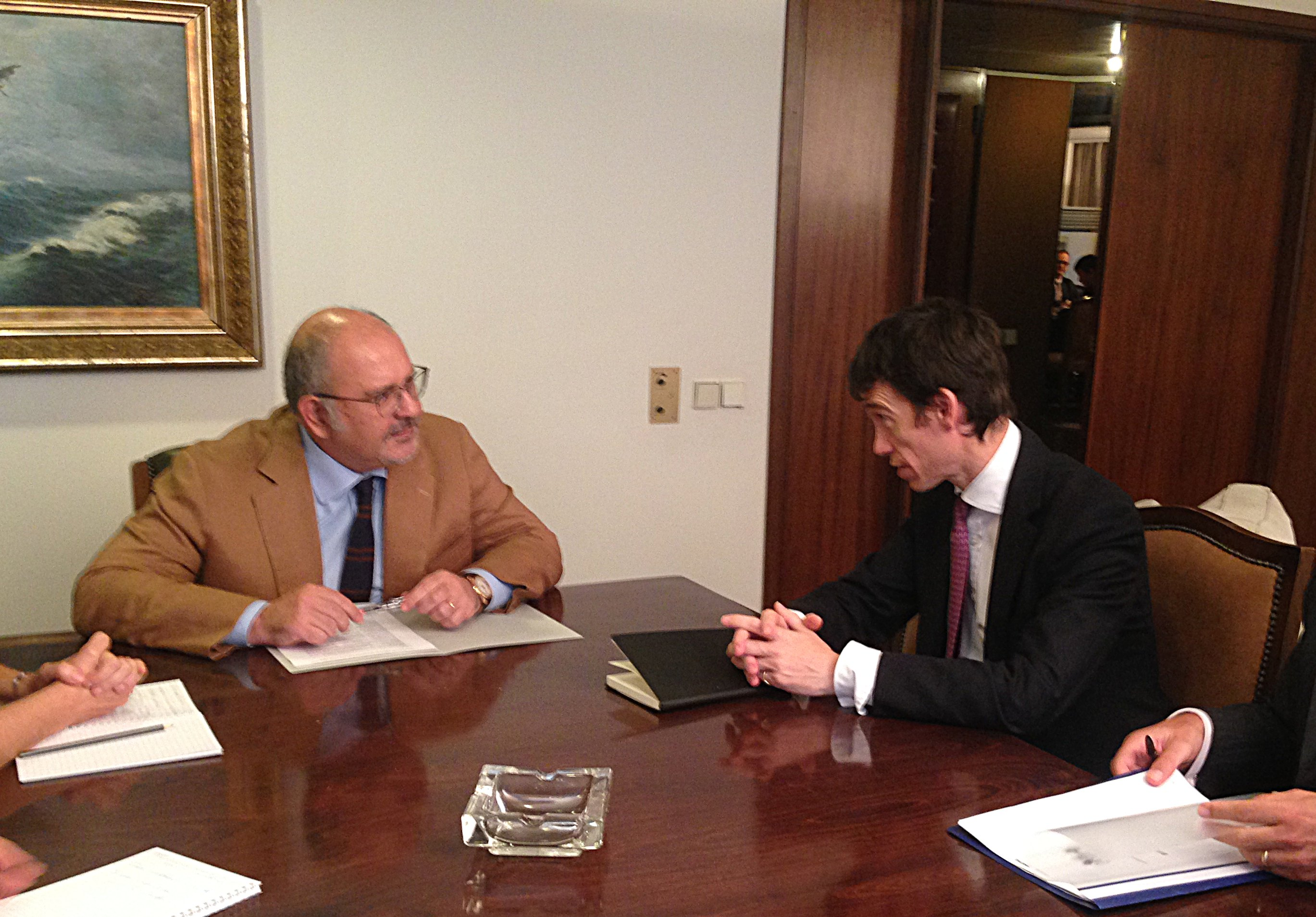
Stewart Nikos Xydakis görög politikussal 2016 szeptemberében

Rory Stewart (eredeti nevén Roderick James Nugent Stewart; Hongkong, 1973. január 3. –) brit politikus. Többször töltött be miniszteri pozíciót, a legutóbbit 2019-ben Theresa May kormányában. Eredetileg a Konzervatív Párt tagja. 2010-től parlamenti képviselő, 2019. szeptember 3. és 2019. december 12. között független. Írói munkásságát is több díjjal ismerték el.

## Életpályája
Az Eton College-ban és az oxfordi Balliol College-ban tanult. Először diplomáciai pályára lépett.
2016-ban a Brexittel szemben foglalt állást. Theresa May miniszterelnök lemondása után Rory Stewart volt az utódlási verseny egyik esélyese. Miután Boris Johnson lett az új miniszterelnök, Stewart nem vállalt szerepet a kormányában.

## Könyvei
- The Places in Between, Picador, 2004–2006
- Occupational Hazards: My Time Governing in Iraq, Picador, 2006, ISBN 0-330-44049-7
- Can Intervention Work? Amnesty International Global Ethics Series, Gerald Knausszal.  W.W. Norton and Co. ISBN 0-393-08120-6
- The Marches: A Borderland Journey between England and Scotland, Houghton Mifflin Harcourt, 2016, ISBN 978-0544108882

## Díjai, elismerései
- A Brit Birodalom Rendjének tisztje (2004)